# Raïon de Berastavitsa
Le raïon de Berastavitsa (en biélorusse : Бераставіцкі раён, Berastavitski raïon) ou raïon de Berestovitsa (en russe : Берестовицкий район, Berestovitski raïon) est une subdivision de la voblast de Hrodna ou oblast de Grodno, en Biélorussie. Son centre administratif est la commune urbaine de Vialikaïa Berastavitsa.

## Géographie
Le raïon couvre une superficie de 743,58 km2, dans l'ouest de la voblast. Le raïon est limité au nord par le raïon de Hrodna, à l'est par le raïon de Masty et le raïon de Vawkavysk, au sud par le raïon de Svislatch et à l'ouest par la Pologne (voïvodie de Podlachie).

## Histoire
Le raïon de Berastavitsa a été créé le 15 janvier 1940.

## Population

### Démographie
Les résultats des recensements de la population (*) font apparaître une baisse continue de la population depuis 1959, qui s'est seulement interrompue au cours des années 1990.
| 1959*  | 1970*  | 1979*  | 1989*  | 1999*  | 2009*  |
| ------ | ------ | ------ | ------ | ------ | ------ |
| 28 383 | 25 826 | 23 340 | 21 275 | 21 311 | 18 017 |

### Nationalités
Selon les résultats du recensement de 2009, la population du raïon se composait de trois nationalités principales :
- 70,0 % de Biélorusses ;
- 21,7 % de Polonais ;
- 5,8 % de Russes ;
- 1,2 % d'Ukrainiens.

### Langues
En 2009, la langue maternelle était le biélorusse pour 73,5 % des habitants du raïon de Berastavitsa et le russe pour 21,2 %. Le biélorusse était parlé à la maison par 60 % de la population et le russe par 35,8 %.